# Système de copie de jeu vidéo
 (avril 2019).
Si vous disposez d'ouvrages ou d'articles de référence ou si vous connaissez des sites web de qualité traitant du thème abordé ici, merci de compléter l'article en donnant les références utiles à sa vérifiabilité et en les liant à la section « Notes et références ».

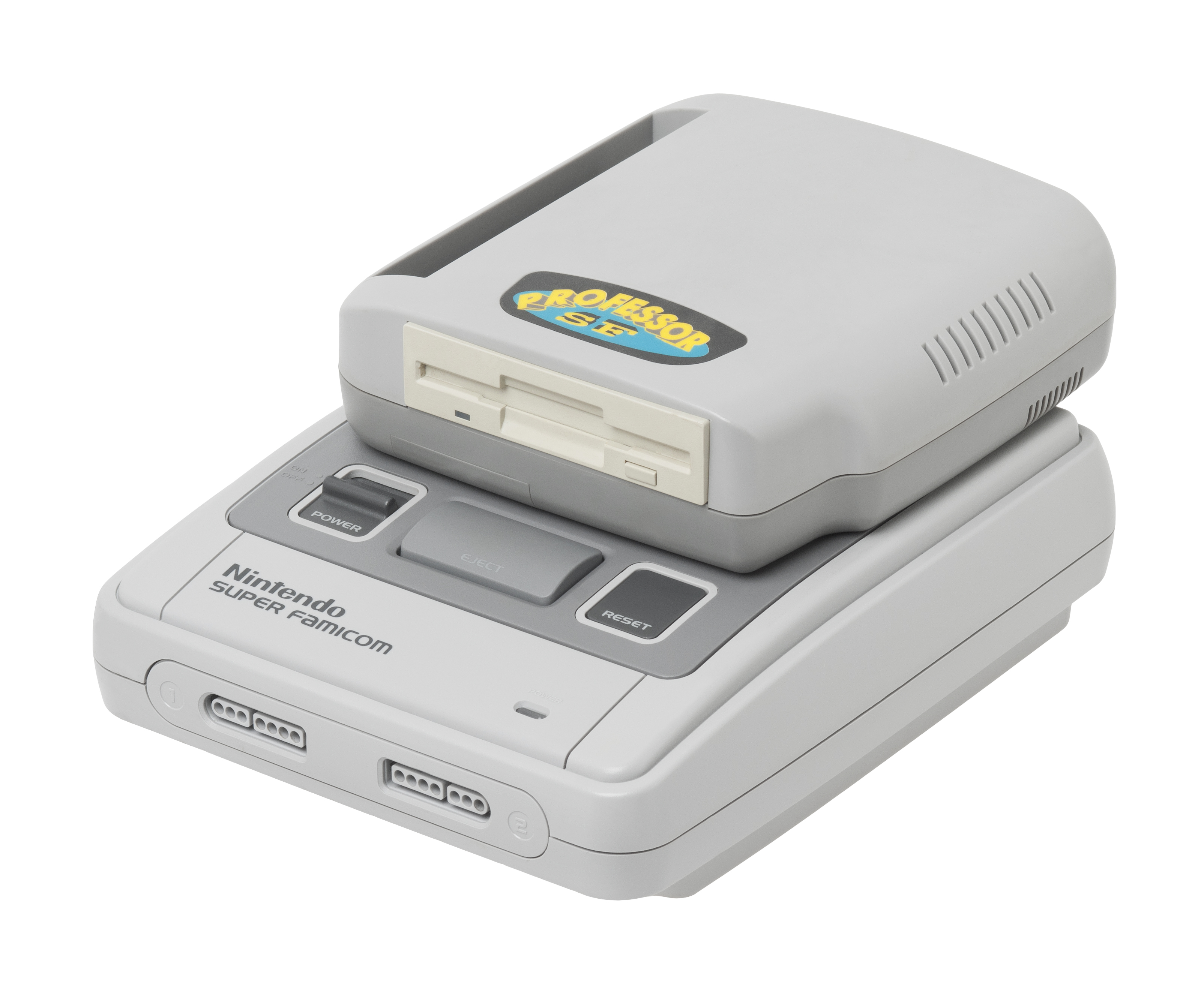
Un Professor SF attaché sur une Super Famicom.

Un système de copie de jeu vidéo est un dispositif permettant de copier la sauvegarde ROM d'un jeu vidéo afin de le mettre prochainement sur un ordinateur afin de le jouer sur un émulateur.

## Légalité
Similaire au modchips, la légalité de ces méthodes est contestée. Bien qu'ils soient souvent annoncés pour leur capacité à effectuer des sauvegardes légales, qu'ils soient utilisés pour jouer à des logiciels légaux et soient considérés comme une méthode de développement peu coûteuse par rapport à l'achat de kits de développement officiels, le potentiel d'un périphérique de sauvegarde pour le piratage de logiciels est une préoccupation majeure. aux fabricants de matériel et de logiciels.
Des sociétés telles que Nintendo ont mené de longues batailles juridiques contre des sociétés telles que Bung Enterprises et les fabricants du R4DS au motif que leurs produits sont utilisés principalement pour le piratage et sont qualifiés de vol.